# جایزه ورزشی هوندا
جایزه ورزشی هوندا (به انگلیسی: Honda Sports Award) یک جایزه ورزشی سالانه در ایالات متحده آمریکا است که به بهترین زنان ورزشکار دانشگاهی در دوازده رشته ورزشی اهدا می‌شود. برای هر رشته، چهار نفر به عنوان نامزد انتخاب می‌شوند و برندگان این جایزه به طور خودکار برای دریافت جام هوندا به عنوان ورزشکار زن دانشگاهی سال نامزد می‌گردند. همچنین، سه ورزشکار دیگر به عنوان بهترین ورزشکار لیگ دست دو، لیگ دست سه و همچنین برنده جایزه الهام‌بخشی هوندا معرفی شده و از آن‌ها تقدیر به عمل می‌آید.

## فرایند
برندگان هر یک از ۱۲ رشته ورزشی توسط هیئتی متشکل از بیش از ۱۰۰۰ مدیر NCAA انتخاب می‌شوند. به غیر از دستاورد های ورزشی، معیار هایی همچون مشارکت تیمی و تلاش تحصیلی نیز در گزینش شدن مؤثر هستند.
در پایان سال، از میان ۱۲ برنده جایزه هوندا، سه فینالیست انتخاب می‌شوند. در نهایت، با رأی‌گیری هیئت مدیره بنیاد CWSA، ورزشکار زن دانشگاهی سال مشخص شده و جام هوندا را دریافت می‌کند. از برندگان پیشین این جام، می‌توان به جکی جوینر و میا هام اشاره کرد.

## تاریخچه
در سال ۱۹۷۶، توماس برادریک، جودی هالند و ایرو گروسمن تصمیم به بنیان گذاری بنیاد جوایز ورزشی زنان دانشگاهی گرفتند. این بنیاد، جوایزی به اسم جایزه برادریک به زنان ورزشکار دانشگاهی اعطا می‌کرد. بعد از فوت توماس برادریک، فعالیت بنیاد توسط جودی هالند و ایرو گروسمن ادامه داده شد.
اولین جایزه در سال ۱۹۷۷، برای ورزشکاران لیگ دست اول NCAA در ۱۰ رشته ورزشی اعطا شد؛ هم اکنون جوایز در ۱۲ رشته ورزشی زیر اعطا می شوند:
- بسکتبال
- کراس کانتری
- هاکی روی چمن
- گلف
- ژیمناستیک
- سافت بال
- شنا و غواصی
- تنیس
- دو و میدانی
- والیبال
- فوتبال (اضافه شده در سال ۱۹۹۰)
- چوگان (اضافه شده در سال ۲۰۰۱)

در ابتدا، نام هرکدام از جوایز رشته ها، جایزه برادریک نام داشت. علاوه بر جایزه هر رشته، یک برنده کلی در تمامی رشته‌ها انتخاب می‌گردید. این فرد نیز جایزه‌ای به نام جام برادریک را دریافت می‌کرد که نمایانگر بهترین ورزشکار زن دانشگاهی بود.
در سال ۱۹۸۵، شرکت هوندای آمریکایی موافقت کرد که حامی اصلی بنیاد شود، به همین دلیل نام جایزه به جایزه هوندا-برادریک برای هر یک از رشته ها و جام هوندا-برادریک برای برنده کلی تغییر یافت. این نام بعدا به جایزه هوندا و جام هوندا تغییر یافت.
در سال ۱۹۸۸، سه جایزه جدید ایجاد شد؛ دو جایزه برای ورزشکار برتر سال در لیگ دست دو و دست سه و یک جایزه نیز تحت عنوان جایزه الهام بخشی هوندا برای ورزشکاری که دچار سختی هایی همچون بیماری یا آسیب جسمانی شده و در عین حال توانسته به ورزش بازگردد. آلیا گیلز، بسکتبالیست تیم بسکتبال دانشگاه کالیفرنیای جنوبی، در سال ۲۰۲۴ این جایزه را دریافت کرد. وی قبلا در سال آخر دبیرستان، در یک مهمانی خانگی مورد تیراندازی واقع شد و آسیب دید.

## حمایت مالی
از سال ۱۹۸۵، شرکت هوندای آمریکایی حمایت مالی بنیاد را بر عهده گرفت. این شرکت در راستای پیشبرد اهداف بنیاد، بیش از ۳٫۴ میلیون دلار کمک مالی به دانشگاه ها اعطا کرده است.

## مراسم اهدای جوایز
از سال ۲۰۱۳، مراسم اعطای جوایز در سالن ورزشی Galen در لس آنجلس برگزار می شود. شبکه تلویزیونی سی‌بی‌اس از سال ۲۰۱۴ مراسم اهدای جوایز بنیاد جوایز ورزشی زنان دانشگاهی (CWSA) را مخابره میکند.
مراسم اهدای جوایز سال ۲۰۲۰ به دلیل دنیاگیری کووید-۱۹ لغو شد.